# Auguste Geffroy
Mathieu Auguste Geffroy, né à Paris le 21 avril 1820 et mort à Bièvres (Essonne) le 16 août 1895, est un historien français.

## Biographie
Il fait ses études au lycée Charlemagne de Paris, puis à l'École normale entre 1840 et 1843. Il réussit l'agrégation d'histoire et géographie en 1845. Il est professeur d'histoire aux collèges de Dijon (1843) et de Clermont-Ferrand (1845), puis au lycée Louis-le-Grand de Paris (1846) et à la faculté des lettres de Bordeaux en 1852. 
Le 12 juillet 1848, Auguste Geffroy soutient ses deux thèses de doctorat ès lettres à la Faculté de Paris. La première, en français consiste en une étude des pamphlets de John Milton. La deuxième, en latin, traite de la vision de Polybe vis-à-vis de l'historien antique Timée de Tauroménion. Devenu docteur ès lettres, il participe à de nombreuses soutenances de thèses, en qualité de membre du jury, de 1865 à 1888. 
En 1854, il se rend en Suède, où il fait des recherches historiques. Il est élu membre de l'Académie impériale des sciences, belles-lettres et arts de Bordeaux en 1856. Il est professeur à l'École normale supérieure en 1862, puis professeur suppléant d'histoire ancienne à la Sorbonne de 1864 à 1871. Il devient professeur d'histoire ancienne dans cette université en 1872. Il est élu membre de l'Académie des sciences morales et politiques en 1874 et il est directeur de l'École française de Rome de 1875 à 1882, puis de 1888 à 1895.

## Principales publications
- Étude sur les pamphlets politiques et religieux de Milton (thèse de doctorat - 1848)
- De Polybiano circa Timaeum Tauromenitam judicio (thèse de doctorat - 1848)
- Histoire des États scandinaves (Suède, Norvège, Danemark) (1851) Texte en ligne
- Lettres inédites du roi Charles XII (1853)
- Notices et extraits des manuscrits français en Suède et Danemark (1855)
- Hertha, ou l'Histoire d'une âme, par Mlle Frédérika Bremer, traduit du suédois (1856)
- Lettres inédites de la princesse Des Ursins (1859)
- Notice sur Feu M. Félix de Boucheporn – G. Gounouilhou, imprimeur de l’Académie – Bordeaux (1859)
- L'Islande avant le christianisme, d'après les Grágás et les Sagas (1864)
- Gustave III et la cour de France, suivi d'une étude critique sur Marie-Antoinette et Louis XVI apocryphes (2 volumes, 1867)
- Recueil de rapports sur les progrès des lettres et des sciences en France. Rapports sur les études historiques, par MM. Geffroy, Zeller et Thiénot (1867)
- Rome et les Barbares, étude sur la Germanie de Tacite (1874)
- Correspondance secrète entre Marie-Thérèse et le Cte de Mercy-Argenteau, avec les lettres de Marie-Thérèse et de Marie-Antoinette (1874). Avec Alfred von Arneth. Texte en ligne
- L'École française de Rome : ses premiers travaux. antiquité classique, Moyen Âge (1884)
- Recueil des instructions données aux ambassadeurs et ministres de France, depuis les traités de Westphalie jusqu'à la Révolution française. 2, Suède / Ministère des relations extérieures (1885) Texte en ligne
- Madame de Maintenon d'après sa correspondance authentique. Choix de ses lettres et entretiens (2 volumes, 1887)
- Études italiennes. I. Florence, la Renaissance. II. Rome, histoire monumentale (1898)